# Гаспър Красники
Гаспър Красники или Красничи (на албански: Gaspër Krasniqi; на италиански: Gasparο Crasnich, Gaspare Crasnich), наричан също Йощар Красник, Гашпар Красник, дон Карло Красник, е албански духовник от XIX век, прелат на Римокатолическата църква.

## Биография
На 24 юни 1839 година е назначен за апостолически викарий на Скопската католическа катедра. Остава на катедрата до 28 юли 1840 година.
През 1849 година е посредник между Биб Дода паша и Марк Пренк Леши, представители на Мирдита от една страна и вътрешният министър на Сърбия Илия Гарашанин от друга, за сътрудничество между Мирдита и Сърбия срещу Османската империя. Красники е назначен за абат на манастира „Свети Александър“ в Орош, Мирдита, Османската империя в 1860 година.
През Черногорско-турска война в 1862 година, Красники убеждава северноалбанските племена да не подкрепят османските сили и ги настройва за въстание срещу османците с подкрепата на емисари на император Наполеон III. Впоследствие е арестуван от османските власти.
Красники умира в 1876 година.